# Richard Speck
Richard Benjamin Speck (6/12/1941 - 5/12/1991) là một kẻ giết người hàng loạt người Mỹ đã tra tấn, hãm hiếp và giết hại tám học sinh điều dưỡng tại Bệnh viện Cộng đồng Nam Chicago vào đêm 13-14 tháng 7 năm 1966.
Hắn đã bị kết án tử hình, nhưng câu sau đó bản án tử hình đã bị bồi thẩm đoàn tại phiên tòa chuyển thành chung thân.
Speck chết vì một cơn nhồi máu cơ tim sau 25 năm tù giam. Năm 1996, các băng video có quay Speck đã được trình chiếu trước Nghị viện bang Illinois để nêu bật một số hoạt động bất hợp pháp diễn ra trong nhà tù.

## Thời trẻ và tội ác

### Monmouth, 1941-1950
Richard Benjamin Speck sinh ra ở làng Kirkwood, Illinois, là con thứ bảy trong gia đình tám người con của ông Benjamin Franklin Speck và bà Mary Margaret Carbaugh Speck. Gia đình chuyển đến Monmouth, Illinois ngay sau khi Speck sinh ra. Speck và em gái của mình, Carolyn, sinh năm 1943, ít tuổi hơn nhiều so với bốn chị gái  và hai anh trai (anh trai của Speck, Robert, qua đời ở tuổi 23 trong một tai nạn ô tô năm 1952). Cha của Speck làm nghề đóng hàng tại Western Stone ở Monmouth và trước đó từng làm nông dân và thợ đốn củi. Speck đã rất gần gũi cha mình, người đã chết năm 1947 do một cơn đau tim ở tuổi 53. Speck lúc đó 6 tuổi [2].
Vài năm sau, mẹ Speck, một người theo đạo và không uống bia rượu, đã yêu một nhân viên bán bảo hiểm du lịch quê ở Texas, Carl August Rudolph Lindberg, người mà bà gặp trong chuyến đi tàu hỏa tới Chicago. Lindberg, là một kẻ nát rượu có một chân giả với hồ sơ tội phạm 25 năm, bắt đầu bằng việc giả mạo và bao gồm một số vụ bắt bớ vì lái xe khi say rượu, là điều ngược lại với ông bố  chăm chỉ của Speck. Mẹ của Speck cưới Lindberg vào ngày 10 tháng 5 năm 1950 tại Palo Pinto, Texas. Speck và em gái của ông - Carolyn ở lại với em gái đã lập gia đình của họ - Sara Thornton ở Monmouth một vài tháng để Speck có thể hoàn thành lớp thứ hai, trước khi ở với mẹ và Lindberg ở nông thôn Santo, Texas, 40 dặm về phía tây Fort Worth, Texas, nơi Speck học lớp ba.